# Pagodroma nivea
Il petrello delle nevi (Pagodroma nivea Forster, 1777) è un uccello della famiglia dei Procellariidi, unica specie del genere Pagodroma Bonaparte, 1856.

## Tassonomia
Attualmente, gli studiosi riconoscono due sottospecie di petrello delle nevi:
- P. n. nivea (G. Forster, 1777);
- P. n. confusa Mathews, 1912.

## Descrizione
Come si addice al suo territorio antartico, il petrello delle nevi ha un piumaggio completamente bianco sul quale spiccano gli occhi, il becco e le zampe nere. È talmente bianco da superare in biancore la neve stessa. Così si dice, anche se forse è una esagerazione, ma rende l'idea di quanto sia difficile individuare il suo piumaggio sulla neve, rispetto per esempio all'orso polare, gialliccio al suo confronto. Il petrello delle nevi è lungo circa 40 cm ed è imparentato anche con il fulmaro boreale (Fulmarus glacialis) dell'Atlantico settentrionale, con il quale ha in comune il tipico becco filtrante delle procellarie con le narici tubolari.

## Distribuzione e habitat
Insieme al petrello antartico (Thalassoica antarctica), suo stretto parente, è l'uccello che nidifica più a sud di chiunque altro. Inoltre, i suoi territori di riproduzione sono stati trovati nelle montagne antartiche a molti chilometri di distanza dall'acqua. Soltanto lo stercorario del Polo Sud (Catharacta maccormicki) è stato trovato più a sud nei pressi del Polo Sud.
Si riproduce sulla costa dell'Antartide e sulle isole adiacenti, spingendosi a nord fino alle isole della Georgia del Sud e di Bouvet. È quindi un abitatore per eccellenza della banchisa, anche se il petrello antartico, strettamente imparentato con esso, e con distribuzione pressoché analoga, ha un piumaggio bianco screziato di marrone.
La vita dei petrelli delle nevi è strettamente collegata alla banchisa galleggiante dei mari del sud. Ed è avvicinandosi a quelle latitudini antartiche che s'incontrano improvvisamente in folti e numerosi gruppi. Volano bassi sopra le onde alla stessa maniera degli altri petrelli oppure si appoggiano prima su di un pezzo di ghiaccio che si è staccato dalla massa, per poi volar via tutti insieme, quasi a un segnale. La loro dipendenza dalla banchisa spiega la loro distribuzione, dato che la corrente trasporta il ghiaccio dal mare di Weddell verso nord attorno alle isole della Georgia del Sud e di Bouvet, mentre non si riproducono sull'isola di Heard che si trova alla stessa latitudine di quella della Georgia del Sud. L'unico petrello delle nevi vi giunse quando un pezzo di ghiaccio fu trasportato inaspettatamente nei pressi delle sue coste. Anche se tutti i petrelli sono rinomati per la loro capacità di volare per lunghissime distanze, quelli delle nevi si appoggiano ogni tanto sul mare, scendendo sott'acqua e ritornando improvvisamente a galla come un pezzo di sughero. In caso di tempesta preferiscono affrontare il vento di traverso volando lungo la cresta delle onde per ripararvisi.

## Biologia

### Alimentazione
Al pari di altri petrelli, quelli delle nevi si cibano di quei piccoli animali che vivono quasi in superficie, solitamente di notte. Infatti, appollaiati sui ghiacci di banchisa, pescano nelle acque libere fra un pezzo e l'altro del ghiaccio galleggiante. La maggior parte della loro dieta è costituita da piccoli crostacei quali krill e anfipodi, come pure da pesce. Si ritiene anzi che mangino più pesce degli altri petrelli. Infatti, in un gruppo di petrelli delle nevi dissezionati, il 95% del loro alimento era costituito da pesce. Mentre allevano i loro piccoli predano pesci ancora immaturi che vivono in superficie, quali i merluzzi dell'Antartico.
In generale gli uccelli posseggono un senso dell'odorato molto scarso, che però nei petrelli dal naso tubolare si sviluppa abbastanza, comunque sono quelli delle nevi che possiedono gli organi olfattivi più sensibili di ogni altro petrello. Ciò potrebbe portarci a concludere che essi catturano il cibo servendosi dell'odorato, ma è piuttosto difficile pensare che questo senso possa servire per predare animali che vivono sott'acqua.

### Riproduzione

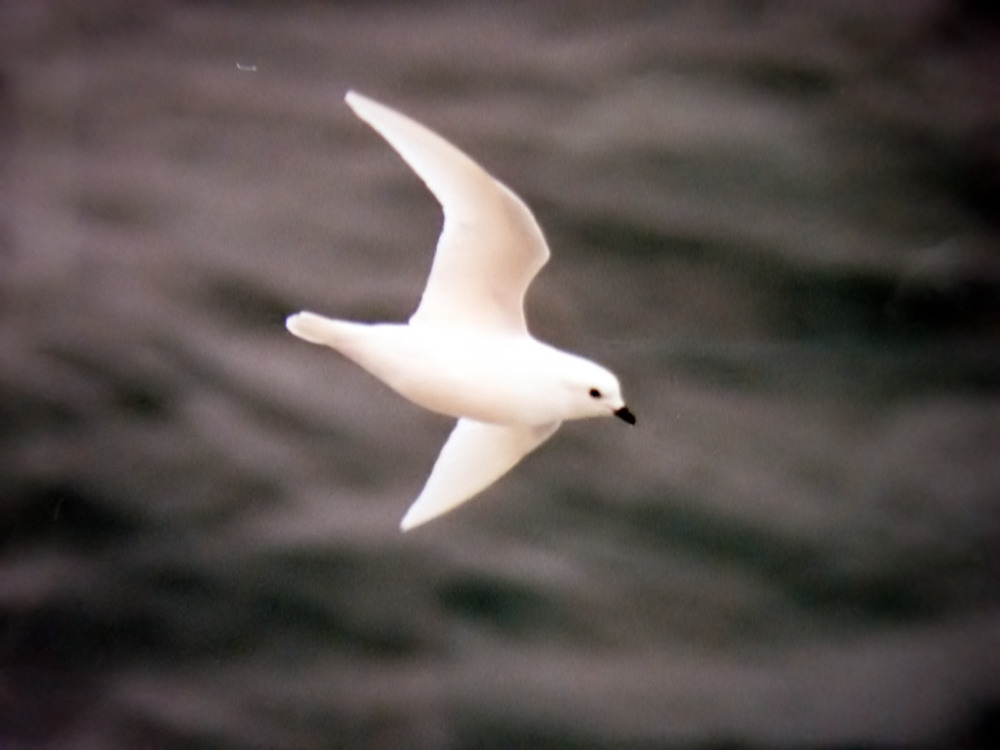
Petrello delle nevi in volo sul mare di Ross.

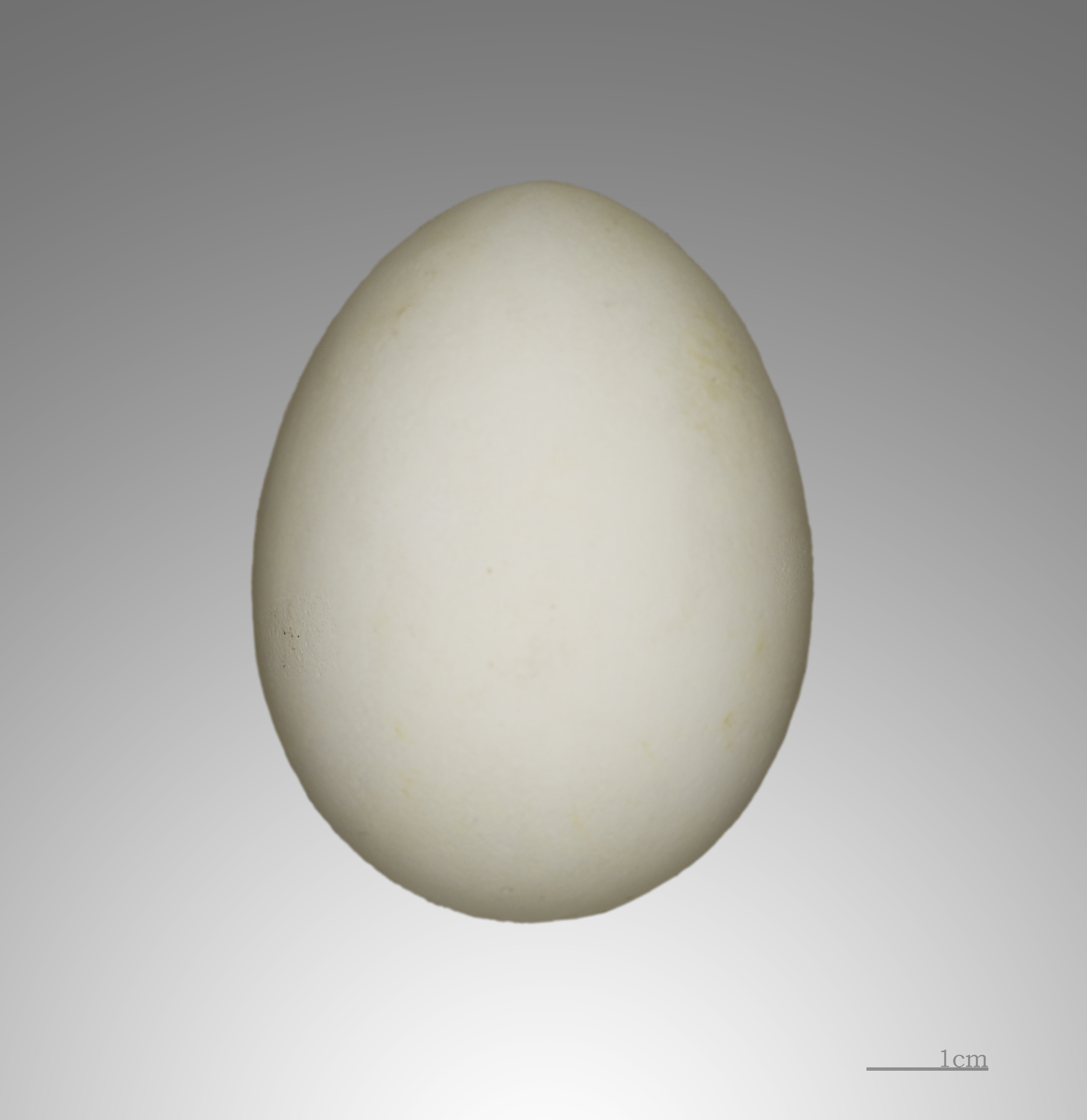
Pagodroma nivea

I petrelli delle nevi si riproducono sulle scogliere rocciose che si affacciano sul mare o sui versanti delle montagne verso l'entroterra, nidificando fra gli scogli o i macigni. Nelle parti settentrionali della loro area di diffusione, si vedono volare attorno alle zone di nidificazione durante tutto l'anno, ma anche più a sud li si vede nelle vicinanze dei territori di nidificazione quando tutti gli altri petrelli si sono già sparpagliati sul mare per il periodo invernale. Durante tutto il tempo che essi restano vicino alle rocce è possibile udirli, specie di notte, emettere i loro richiami, l'uno un suono lacerante e rauco, l'altro un gracchio ripetuto quattro o cinque volte di seguito. Effettuano anche degli strani voli, chiamati «volo di farfalla» per la maniera di battere rapidamente le ali con una specie di tremolio. Sembra che questo «volo di farfalla» svolga un suo ruolo nel periodo del corteggiamento, ma, dato che questo viene effettuato da petrelli delle nevi ancora non sviluppati sessualmente, la sua funzione ci resta incomprensibile.
Subito prima di deporre l'unico uovo bianco, i petrelli delle nevi si allontanano dai dirupi rocciosi per quella che viene chiamata una migrazione preovulatoria. Infatti essi debbono raggiungere il mare per approvvigionarsi di riserve di cibo sufficienti alla femmina per deporre l'uovo e al maschio per affrontare il primo turno d'incubazione. Questa dura sette settimane ma, anche dopo la schiusa delle uova, i piccoli vengono covati ancora per qualche giorno. Poi rimangono soli, a eccezione della notte, quando i genitori ritornano per portar loro il cibo. Cominciano a volare a sei settimane.
Per molto tempo la latitudine più meridionale alla quale si sapeva che i petrelli delle nevi nidificassero era la catena di montagne di Tottanfjella, a 450 km dal mare di Weddell. Ma cosa ancora più importante della latitudine era la distanza dei territori di nidificazione dal mare. Infatti, per procurare il cibo ai loro piccoli i petrelli delle nevi dovevano percorrere, fra andata e ritorno, circa 900 km volando a volte contro venti molto forti. Nell'estate del 1967-68, fu trovata una colonia di parecchie centinaia di petrelli delle nevi nella catena di montagne di Theron, a una distanza dal mare pressoché uguale a quella delle montagne di Tottanfjella, ma alla latitudine sud di 79°. Questo è il territorio di nidificazione più meridionale che si sia mai visto.